# Astyris rosacea
Astyris rosacea är en snäckart som först beskrevs av Gould 1839.  Astyris rosacea ingår i släktet Astyris och familjen Columbellidae. Inga underarter finns listade i Catalogue of Life.